# فردی گرین (بازیکن فوتبال)
فردی گرین (انگلیسی: Freddie Green; ۹ سپتامبر ۱۹۱۶ – ۱۰ سپتامبر ۱۹۹۸) بازیکن فوتبال اهل بریتانیا بود.
از باشگاه‌هایی که در آن بازی کرده‌است می‌توان به باشگاه فوتبال برایتون اند هوو آلبیون اشاره کرد.